# Cousse (rivière)
Pour les articles homonymes, voir Cousse.
La Cousse est une petite rivière qui prend sa source sur la commune de Monnaie en Indre-et-Loire en France et se jette dans la Brenne sur la commune de Chançay (Indre-et-Loire). C'est un sous-affluent de la Loire. Elle traverse notamment le hameau viticole de la Vallée de Cousse (Vernou-sur-Brenne) à qui elle donne son nom.